# Apoderus ludyi
Apoderus ludyi là một loài bọ cánh cứng trong họ Attelabidae. Loài này được Reitter miêu tả khoa học năm 1890.